# Großbreitenbronn

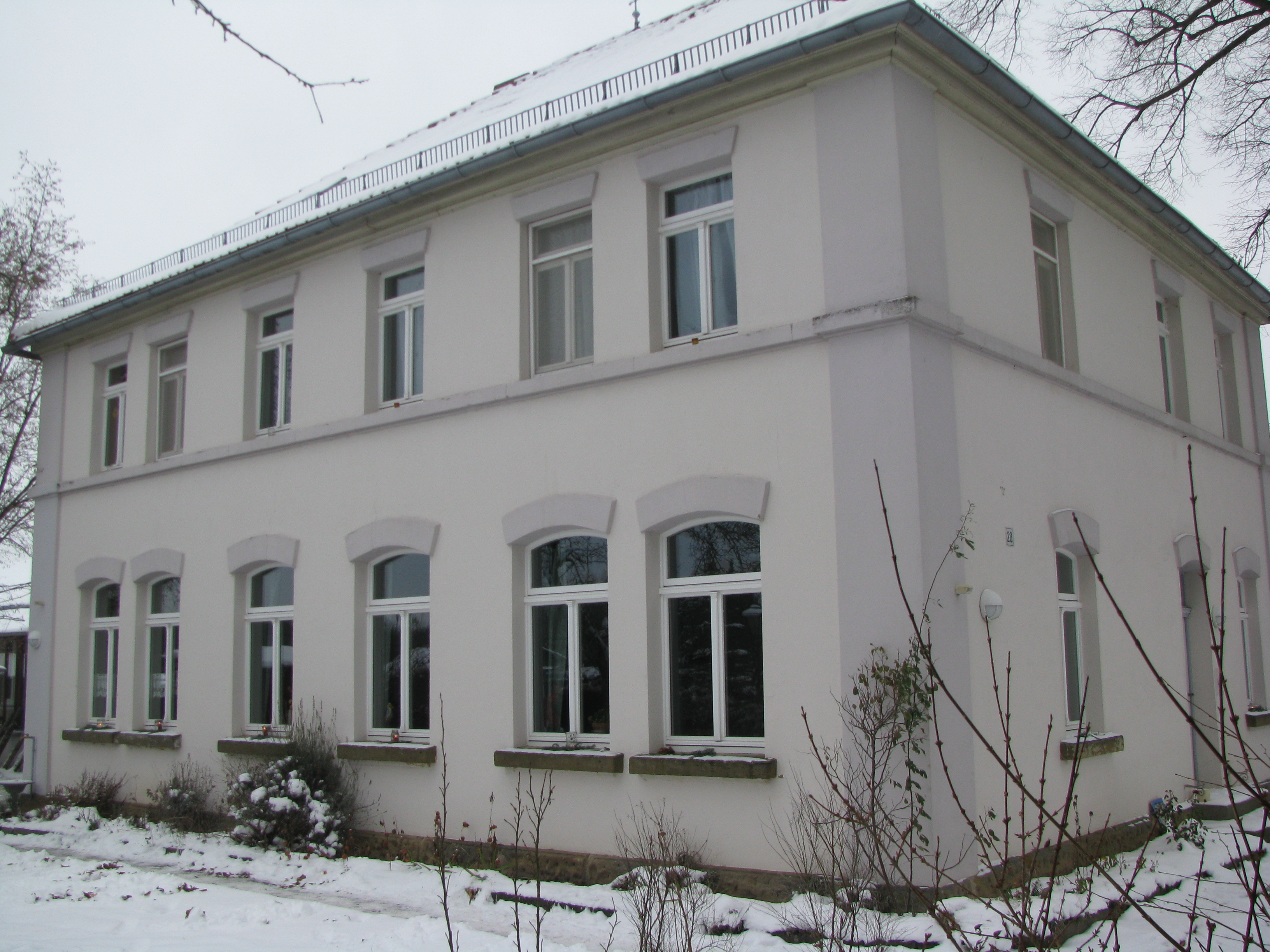
Alte Schule in Großbreitenbronn

Großbreitenbronn ist ein Gemeindeteil der Stadt Merkendorf im Landkreis Ansbach (Mittelfranken, Bayern). Die Gemarkung Großbreitenbronn hat eine Fläche von 9,289 km². Sie ist in 1004 Flurstücke aufgeteilt, die eine durchschnittliche Fläche von 9259,39 m² haben. In ihr liegen neben dem namensgebenden Ort die Gemeindeteile Bammersdorf, Kleinbreitenbronn, Triesdorf Bahnhof (zum Teil), Waldeck und Willendorf.

## Geografie
Durch das Dorf fließt der Braungartenbach, der sich nach Merkendorf in verschiedene Bäche aufspaltet und mit anderen Bächen zusammenfließt, die alle linke Zuflüsse der Altmühl sind. Im Westen grenzen die Waldgebiete Triesdorfer Park und Tiergarten und das Flurgebiet Ochsenwasen an. 0,5 km nördlich liegt das Lachfeld, 0,5 km nordöstlich das Kappelfeld, 0,5 km östlich liegt das Waldgebiet Gibitzen.
Die Kreisstraße AN 58 führt zur B 13 bei Leidendorf (2 km westlich) bzw. über Waizendorf nach Wolframs-Eschenbach (4,5 km östlich). Gemeindeverbindungsstraßen führen nach Kleinbreitenbronn (0,4 km südlich), Zandt (2 km nördlich) und Bammersdorf (2 km nordöstlich).

## Geschichte
Der Ort wurde 1153 als „Preitenprunn“ im Zusammenhang mit dem Chorstift Heidenheim erstmals urkundlich erwähnt. Funde in Reihengräbern aus der Urnenfelderzeitlich bei Großbreitenbronn belegen, dass das Gebiet bereits seit etwa 1000–800 v. Chr. besiedelt war. An der Grenze zwischen Groß- und Kleinbreitenbronn wurde 1187 die Briccius-Kapelle errichtet. Diese war dem Heiligen Briccius geweiht. Heute steht von ihr noch eine Turmruine. An der Ortsabzweigung nach Bammersdorf stand ebenfalls eine Kapelle, die dem Heiligen Stephanus geweiht war. Sie steht heute nicht mehr.
Laut dem Salbuch der Deutschordenskommende Nürnberg aus dem Jahr 1343 gehörten dem Stadtvogteiamt Eschenbach in Großbreitenbronn 2 Huben, ein halbes Lehen, Äcker und Holz.
Das Kloster Heilsbronn erwarb dort drei Anwesen.
Im 16-Punkte-Bericht des heilsbronnischen Vogtamts Merkendorf aus dem Jahr 1616 wurden für Großbreitenbronn 3 Güter angegeben, die dem Verwalteramt Merkendorf unterstanden. Die anderen Grundherren wurden nicht aufgelistet. Das Verwalteramt Merkendorf übte abwechselnd mit dem Stadtvogteiamt Eschenbach das Gemeinderecht und den Hirtenstab aus. Die Fraisch hatte das brandenburg-ansbachische Kasten- und Stadtvogteiamt Windsbach.
Im Dreißigjährigen Krieg verödeten alle Höfe.
Gegen Ende des 18. Jahrhunderts gab es in Großbreitenbronn 16 Untertansfamilien, von denen 12 ansbachisch waren. Zu diesem Zeitpunkt gehörte der Ort bereits zum Fraischbezirk des Oberamtes Ansbach. Von 1797 bis 1808 unterstand der Ort dem Justiz- und Kammeramt Ansbach.
1806 kam Großbreitenbronn an das Königreich Bayern. Im Rahmen des Gemeindeedikts wurde 1808 der Steuerdistrikt Großbreitenbronn gebildet, zu dem Bammersdorf, Kleinbreitenbronn, Nehdorf, Waldeck, Willendorf und Winterschneidbach gehörten. Wenig später entstand die Ruralgemeinde Großbreitenbronn, die deckungsgleich mit dem Steuerdistrikt war. Sie war in Verwaltung und Gerichtsbarkeit dem Landgericht Herrieden zugeordnet und in der Finanzverwaltung dem Rentamt Herrieden (1919 in Finanzamt Herrieden umbenannt, seit 1929: Finanzamt Ansbach). Mit dem Zweiten Gemeindeedikt (1818) wurde Nehdorf in die neu gebildete Ruralgemeinde Leidendorf umgemeindet und Winterschneidbach nach Burgoberbach. 1859 wurde auf dem Gemeindegebiet Triesdorf Bahnhof errichtet. Ab 1862 gehörte Großbreitenbronn zum Bezirksamt Feuchtwangen (1939 in Landkreis Feuchtwangen umbenannt). Die Gerichtsbarkeit blieb beim Landgericht Herrieden (1879 in Amtsgericht Herrieden umbenannt), seit 1931 ist das Amtsgericht Ansbach zuständig. Die Gemeinde hatte 1964 eine Gebietsfläche von 9,305 km².
Am 1. Mai 1978 wurde Großbreitenbronn im Zuge der Gebietsreform in Bayern nach Merkendorf eingemeindet.
Großbreitenbronn erfuhr von 2005 bis 2008 eine umfassende Dorferneuerungsmaßnahme durch die Stadt Merkendorf.

### Baudenkmäler
- Haus-Nr. 28: Schulhaus[19]
- Fraischstein[19]

### Bodendenkmäler
In der Gemarkung Großbreitenbronn gibt es vier Bodendenkmäler, darunter
- Turmruine der ehemaligen Briccius-Kapelle (St. Briccius)[19]

### Einwohnerentwicklung
Gemeinde Großbreitenbronn
| Jahr      | 1818   | 1840   | 1852   | 1855   | 1861   | 1867   | 1871   | 1875   | 1880   | 1885   | 1890   | 1895   | 1900   | 1905   | 1910   | 1919   | 1925   | 1933   | 1939   | 1946   | 1950   | 1952   | 1961   | 1970   |
| Einwohner | 277    | 309    | 363    | 369    | 364    | 388    | 365    | 365    | 388    | 387    | 391    | 392    | 401    | 378    | 372    | 373    | 397    | 396    | 366    | 614    | 615    | 561    | 453    | 445    |
| Häuser    | 54     | 49     |        |        |        |        | 71     |        |        | 72     | 63     |        | 71     |        |        |        | 67     |        |        |        | 79     |        | 86     |        |
| Quelle    | [ 14 ] | [ 21 ] | [ 22 ] | [ 22 ] | [ 23 ] | [ 24 ] | [ 25 ] | [ 26 ] | [ 27 ] | [ 28 ] | [ 29 ] | [ 22 ] | [ 30 ] | [ 22 ] | [ 31 ] | [ 22 ] | [ 32 ] | [ 22 ] | [ 22 ] | [ 22 ] | [ 33 ] | [ 22 ] | [ 16 ] | [ 34 ] |

Ort Großbreitenbronn
| Jahr      | 001818 | 001840 | 001861 | 001871 | 001885 | 001900 | 001925 | 001950 | 001961 | 001970 | 001987 | 002008 | 002010 | 002014 | 002020 |
| Einwohner | 92     | 99     | 137    | 121    | 116    | 127    | 114    | 166    | 122    | 116    | 132    | 121    | 115    | 127    | 115    |
| Häuser    | 20     | 16     |        |        | 21     | 20     | 19     | 21     | 24     |        | 27     |        |        |        |        |
| Quelle    | [ 14 ] | [ 21 ] | [ 23 ] | [ 25 ] | [ 28 ] | [ 30 ] | [ 32 ] | [ 33 ] | [ 16 ] | [ 34 ] | [ 35 ] | [ 36 ] | [ 1 ]  | [ 37 ] | [ 1 ]  |

## Religion
Der Ort ist seit der Reformation evangelisch-lutherisch geprägt und seit 1810 nach St. Georg (Weidenbach) gepfarrt. Die Einwohner römisch-katholischer Konfession sind nach Liebfrauenmünster (Wolframs-Eschenbach) gepfarrt.

## Politik
| Bürgermeister     | Partei                                   | Amtszeit                         | Anmerkung                                                                       |
| ----------------- | ---------------------------------------- | -------------------------------- | ------------------------------------------------------------------------------- |
| Georg Reif        |                                          | 1829                             | 1. Bürgermeister; Kleinbreitenbronn                                             |
| Adam Stadelbauer  | 1829                                     | Stellvertreter; Großbreitenbronn |                                                                                 |
| Herr Krug         | 1829                                     | Großbreitenbronn                 |                                                                                 |
| Georg Wagner      | 1889–1911                                | Kleinbreitenbronn                |                                                                                 |
| Matthias Stettner | 1912–1919                                | Kleinbreitenbronn                |                                                                                 |
| Georg Beyßer      | 1919–1932                                | Großbreitenbronn                 |                                                                                 |
| Georg Dietz       | NSDAP                                    | 1933–1945                        | Großbreitenbronn, war zuvor von 1932 bis 1933 Mitglied des Bayerischen Landtags |
| Georg Beyßer      |                                          | 1945–1950                        | Großbreitenbronn                                                                |
| Johann Heinrich   | 1951–1960                                | Kleinbreitenbronn                |                                                                                 |
| Johann Seitzinger | 1960–30.04.1978 (Auflösung der Gemeinde) | Großbreitenbronn                 |                                                                                 |

## Schule
Großbreitenbronn hatte eine Schule. Sie wurde 1830 errichtet und 1962/63 erweitert. 1996 wurde sie aufgelöst. Die Kinder gehen seither nach Merkendorf, Weidenbach oder Wolframs-Eschenbach zum Unterricht.

## Regelmäßige Veranstaltungen
Der Verein Handwerkskunst im Alten Schulgarten e. V. veranstaltet seit 2000 jährlich im Mai einen Kunsthandwerkermarkt und von 2002 bis 2019 im Dezember einen Adventsmarkt mit Kunsthandwerk. Beide Märkte ziehen viele Menschen aus nah und fern an.